# Eiga Yuru Camp
Eiga Yuru Camp (Nhật: 映画 ゆるキャン Hepburn: Eiga Yurukyan) là một bộ anime điện ảnh dựa trên bộ truyện Dã ngoại thảnh thơi của tác giả Afro, do C-Station sản xuất và được phân phối bởi DeNA. Bộ phim do Yoshiaki Kyōgoku đạo diễn và kịch bản được chấp bút bởi Jin Tanaka và Mutsumi Ito.
Bộ phim nằm trong dự án do nhà sản xuất Shōichi Hotta giao cho nhà sản xuất Ryoji Maru sau khi nhận lời từ FuRyu. Bộ phim được công bố vào tháng 10 năm 2018, với Kyōgoku, Tanaka, Ito và nhà thiết kế nhân vật Mutsumi Sasaki xác nhận sự trở lại của họ sau hai mùa phim Dã ngoại thảnh thơi vào tháng 4 năm 2021. Hanamori Yumiri, Tōyama Nao, Hara Sayuri, Toyosaki Aki và Takahashi Rie được xác nhận vào tháng 10 năm 2021 sẽ trở lại vai lồng tiếng của họ trong loạt phim truyền hình trước đó, cùng với các nhân vật của họ sẽ trưởng thành trong phim.
Eiga Yuru Camp ra mắt tại Nhật Bản bởi Shochiku vào ngày 1 tháng 7 năm 2022.

## Nội dung
Sau khi nuôi dưỡng tình bạn của họ thông qua việc cắm trại ở trường trung học và đi theo những con đường riêng biệt, Kagamihara Nadeshiko, Shima Rin, Ohgaki Chiaki, Inuyama Aoi và Saitō Ena đã lớn lên và cùng nhau xây dựng một khu cắm trại.

## Nhân vật
- Hanamori Yumiri vai Kagamihara Nadeshiko: Một cô gái làm việc tại một cửa hàng bán đồ ngoài trời ở Tokyo.[2]
- Tōyama Nao vai Shima Rin: Một cô gái làm biên tập viên tạp chí thông tin thị trấn tại một công ty xuất bản ở Nagoya sau khi được thăng chức từ phòng kinh doanh.[2][3]
- Hara Sayuri vai Ohgaki Chiaki: Một cô gái làm việc tại tổ chức xúc tiến du lịch của tỉnh Yamanashi sau khi làm việc với các nhà tổ chức sự kiện ở Tokyo.[2]
- Toyosaki Aki vai Inuyama Aoi: Một cô gái làm giáo viên tiểu học ở Yamanashi.[2]
- Takahashi Rie vai Saitō Ena: Một cô gái làm nghề cắt tỉa lông tại tiệm thú cưng ở Yokohama.[2] Chú chó cưng của cô, Chikuwa, đang được chăm sóc bởi cha mẹ cô ở Yamanashi.[4]

## Sản xuất

### Phát triển
Nhà sản xuất Shōichi Hotta đã tiếp cận nhà sản xuất sản xuất Ryoji Maru với một dự án "mới", sau khi chấp nhận lời đề nghị từ FuRyu vào tháng 7 năm 2018 để dẫn dắt dự án phần tiếp theo cho mùa đầu tiên của Yuru Camp. Vào tháng 10 năm 2018, bộ phim đã được công bố tại sự kiện Yurucamp Secret Society Blanket Enrollment Explanation Meeting ở tỉnh Saitama. Vào tháng 4 năm 2021, C-Station và DeNA được công bố sẽ lần lượt đảm nhận phần sản xuất của bộ phim, với Shochiku là đơn vị phân phối. Takahashi Rie, diễn viên lồng tiếng cho Ena Saitō trong hai mùa phim Yuru Camp trước đó, đã xác nhận trên tài khoản Twitter của mình rằng thông báo về ngày ra mắt phim vào ngày Cá tháng Tư không phải là một "trò đùa". Bao gồm trong bài đăng là một hình ảnh khái niệm từ một phân cảnh do đạo diễn Yoshiaki Kyōgoku vẽ, cho thấy một Kagamihara Nadeshiko và Shima Rin đã trưởng thành cùng với một câu nói cửa miệng, "Từ bây giờ, đó là tôi". 
Afro, tác giả của loạt manga Dã ngoại thảnh thơi, đã tiết lộ vào tháng 10 năm 2021 rằng kịch bản, bối cảnh và các khía cạnh khác của bộ phim đã được tạo ra từ đầu khi Kyōgoku và nhóm của anh ấy hợp tác với anh ấy trong quá trình sản xuất.

### Tiền sản xuất
Vào tháng 4 năm 2021, các thành viên sản xuất trong hai mùa phim Yuru Camp được xác nhận sẽ trở lại cho bộ phim, bao gồm Kyōgoku là đạo diễn, Jin Tanaka và Mutsumi Ito là người viết kịch bản, và Mutsumi Sasaki là người thiết kế nhân vật. 
Vào tháng 10 năm 2021, Hanamori Yumiri, Tōyama Nao, Hara Sayuri, Toyosaki Aki và Takahashi đã được thông báo sẽ đảm nhận vai trò lồng tiếng tương ứng của họ từ các loạt anime truyền hình trước. Afro nói rằng các nhân vật sẽ "lớn hơn một chút" trong phim.

### Hậu kỳ

Biểu trưng chính thức của phim

Biểu trưng của Eiga Yuru Camp được công bố vào tháng 3 năm 2022. Vào cùng tháng, nhóm sản xuất của bộ phim đã được công bố, gồm Imoto Miho và  Tsutsumiya Nokiri là thiết kế phụ, Umino Yoshimi là giám đốc mĩ thuật, Tanaka Hiroaki là đạo diễn hình ảnh và Takadera Takeshi là giám đốc thu âm.

## Âm nhạc
Vào tháng 3 năm 2022, Tateyama Akiyuki được xác nhận sẽ sáng tác bài hát cho Eiga Yuru Camp, trước đó anh cũng đã sáng tác cho hai mùa của loạt anime trước đó Yuru Camp và Heya Camp (2020), Asaka được tiết lộ sẽ biểu diễn ca khúc chủ đề mở đầu là "Sun Is Coming Up" và Sasaki Eri biểu diễn ca khúc chủ đề kết thúc mang tên "Mimosa" (ミモザ). Nhạc phim gốc và hai đĩa đơn sẽ được phát hành tại Nhật Bản vào ngày 29 tháng 6 năm 2022.

## Quảng bá
Một áp phích quảng bá Eiga Yuru Camp đã được công bố vào tháng 10 năm 2021. Trailer đầu tiên ra mắt tháng 1 năm 2022. Một loạt "hình ảnh trực quan chân thực" mô tả cuộc sống hàng ngày của từng nhân vật bắt đầu được phát hành vào năm 2022, với tấm ảnh đầu tiên gồm hai nhân vật Nadeshiko và Rin vào tháng 1, Chiaki vào Aoi tháng 2, và Ena vào tháng 3.

## Phát hành
Eiga Yuru Camp dự kiến phát hành tại Nhật Bản vào ngày 1 tháng 7 năm 2022.